# João Carlos Seneme
João Carlos Seneme CSS (ur. 11 grudnia 1958 w Santa Gertrudes) – brazylijski duchowny katolicki, biskup diecezji Toledo od 2013.

## Życiorys
Święcenia kapłańskie przyjął 15 grudnia 1985 w zgromadzeniu stygmatystów. Po krótkim stażu wikariuszowskim został mistrzem nowicjatu zakonnego w Uberabie. W 1996 wyjechał do Rzymu i został opiekunem międzynarodowej wspólnoty studentów zakonnych, zaś w 2000 objął funkcje radnego i sekretarza generalnego zgromadzenia. W 2006 powrócił do kraju i został przełożonym jednej z brazylijskich prowincji stygmatystów.
17 października 2007 papież Benedykt XVI mianował go biskupem pomocniczym archidiecezji Kurytyba oraz biskupem tytularnym Albulae. Sakry udzielił mu 16 grudnia 2007 arcybiskup metropolita Kurytyby Moacyr José Vitti.
26 czerwca 2013 papież Franciszek mianował go biskupem diecezji Toledo.